# Les excursionistes calentes
Les excursionistes calentes és el títol d'una pel·lícula pornogràfica del 1999 dirigida per Conrad Son i ambientada a Catalunya. Pionera d'una sèrie de pel·lícules del mateix director amb ambientació catalana, és considerada com la primera pel·lícula pornogràfica que es va doblar al català, tot i que el 1995 ja es va fer un doblatge de la pel·lícula de Mario Salieri Dràcula.
L'any 1999 es presentà oficialment al Festival de Cinema Eròtic de Barcelona. La pel·lícula formà part del macroprojecte Sexe en català, de la seva empresa, la Conrad Son Company, amb el triple objectiu de promoure, divulgar i normalitzar el català al sexe.

## Argument
Un director porno fa vacances a les terres de la Cerdanya, prop del Cadí, i coneix unes excursionistes que cerquen una mica més que naturalesa i aire pur en la verdor dels prats.